# Der Kuckuck und der Esel
Der Kuckuck und der Esel ist ein bekanntes deutsches Kinderlied, zu dem August Heinrich Hoffmann von Fallersleben 1835 den Text schrieb. Die Melodie geht zurück auf Carl Friedrich Zelters 1810 entstandene Vertonung des humoristischen Gedichtes Es ist ein Schuss gefallen von Johann Wolfgang von Goethe.

## Inhalt

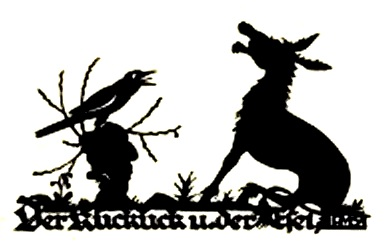
Der Kuckuck und der Esel, Scherenschnitt, frühes 20. Jahrhundert

Im Lied ist der Kuckucksruf im Mai dargestellt, in den der Esel mit seinem Schreien einfällt. Der Topos ist verwandt mit dem bekannten Volkslied über den Wettstreit des Kuckucks mit der Nachtigall aus Des Knaben Wunderhorn, in dem der Esel als Schiedsrichter den Kuckuck zum Sieger erklärt, weil er so schulmeisterlich brav nach den Regeln der Tonlehre singt („Der Kukuk drauf fing an geschwind · Sein Sang durch Terz und Quart und Quint.“), während das freie Jubilieren der Nachtigall dem Esel zu unverständlich ist („Du machst mir's kraus! I-ja! I-ja! Ich kann's in Kopf nicht bringen!“) – dieses Lied hat Gustav Mahler als Lob des hohen Verstands (No. 10 Humoresken/Lieder aus Des Knaben Wunderhorn), aber auch Johann Karl Gottfried Loewe als Kunstlied vertont. Dahinter steht der antike Mythos vom Musikwettstreit zwischen Pan und Apollo, bei dem sich Midas als unglücklicher Schiedsrichter Eselsohren zuzieht.
In Der Kuckuck und der Esel ist der Streit zwischen diesen beiden in ihrer Selbstüberschätzung dargestellt. Ähnlich blamabel wie als Wettrichter ist die Rolle des Esels hier, er kann zwar an Lautstärke mithalten, gibt aber dem schon an sich eher schlichten, geradezu einfallslosen Kuckucksruf eine wenig rühmliche Konkurrenz und Begleitung. Insgesamt erinnert die von Fallersleben in wenigen Worten lapidar erzählte Handlung, die sich in keinerlei Interpretation oder moralisierenden Folgerungen verliert, an Sinnsprüche wie „Unter den Blinden ist der Einäugige König“ und den Wettstreit der Großtuer, wie der im deutschen Schwank zum Themenrepertoire gehört: Nur das Wort „schrei'n“ in Bezug auf die Laute auch des Kuckucks lässt erkennen, dass die Formulierung „Das klang so schön und lieblich“ ironisch zu verstehen ist: Der Gesangswettbewerb wird von zwei Schreihälsen bestritten.
Peter Rühmkorf zählte in seiner Rede bei Entgegennahme des Hoffmann-von-Fallersleben-Preises für zeitkritische Literatur Der Kuckuck und der Esel zu Hoffmanns (im Sinne eines Diktums von Gottfried Benn) „‚sechs bis acht vollendeten Gedichten‘ [...], die sich am Ende eines entsagungsvollen Lebens schließlich als Ernte betrachten und der Nachwelt als sozusagen ‚hinter-lassungsfähige Gedichte‘ präsentieren ließen“.

## Text

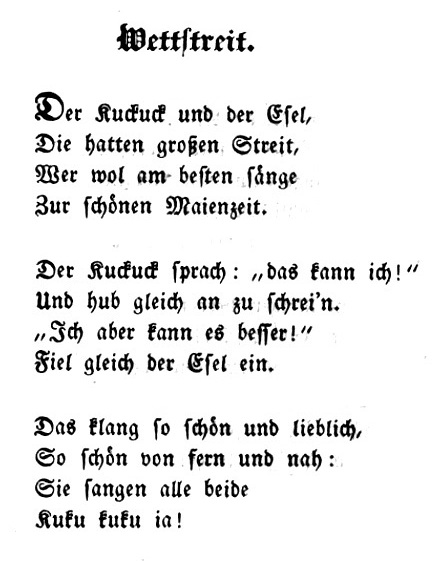
Der Kuckuck und der Esel, Druckfassung 1837

Der Kuckuck und der Esel,

Die hatten großen Streit,

𝄆 Wer wohl am besten sänge 𝄇

𝄆 Zur schönen Maienzeit. 𝄇

Der Kuckuck sprach: „das kann ich!“

Und hub gleich an zu schrei’n.

𝄆 „Ich aber kann es besser!“ 𝄇

𝄆 Fiel gleich der Esel ein. 𝄇

Das klang so schön und lieblich,

So schön von fern und nah:

𝄆 Sie sangen alle beide 𝄇

𝄆 Kuku kuku ia! 𝄇

## Rezeption

### Musikalische Rezeption
Es existieren zahlreiche musikalische Bearbeitungen und Variationen des Liedes, darunter Variationen für Violine, Violoncello und Klavier von Hans Poser und ein Satz für Sopran und Klavier von Hans-Klaus Heinz (op. 72, 9).
Dazu gibt es ein gleichnamiges Lied von der deutschen Deathcore-Band We Butter the Bread with Butter, das auf diesem Lied beruht.

### Künstlerische Rezeption
Das Lied wurde in einer sogenannten Langen Radio-Nacht zum Thema „Sängerkrieg“ mit dem Titel „ich brech dir das reimbein, dein satz wird hinken“ mit als beispielhaftes Leitmotiv vorangestellt und künstlerisch verarbeitet. Die Sendung wurde vom Deutschlandradio Berlin erstellt und im bundesweiten Hörfunk-Programm Deutschlandradio Kultur am 30. Juli 2004 erstmals ausgestrahlt.

## Sonstiges
Im Film Amadeus wird die Melodie als von Antonio Salieri für Kaiser Joseph II. komponierter Marsch gespielt, die von Wolfgang Amadeus Mozart verbessert wird.